# 鄉戶站
鄉戶站（日语：／ Gōdo eki */?）是位於福島縣河沼郡柳津町大字鄉戶字百苅丙243號，東日本旅客鐵道（JR東日本）的只見線車站。

## 歷史
- 1941年（昭和16年）10月28日：車站啟用。為旅客車站，同時開設行李起卸業務。
- 1971年（昭和46年）8月29日：結束貨物和行李起卸業務。同時成為無人車站。
- 1987年（昭和62年）4月1日：伴隨國鐵分割民營化，車站由東日本旅客鐵道（JR東日本）營運。

## 車站構造
此站是地面車站，設有1面1線的單式月台。此站是由會津坂下站管理的無人車站。在昭和二十年代，當柳津水壩建設時候設有車站職員當值，當時車站很熱鬧。自從水壩建設完畢，車站變得冷清。現時車站大樓已經撤走，並在遺址建設了小型膠囊型候車室。

## 使用狀況
在2004年度的1日平起乘車人次為22人。
| 乘車人員變化 | 乘車人員變化 |
| 年度         | 1日平均人次  |
| ------------ | ------------ |
| 2000         | 27           |
| 2001         | 25           |
| 2002         | 25           |
| 2003         | 19           |
| 2004         | 22           |

## 車站周邊
車站西邊設有只見川和瀧谷川匯合處。由此站與瀧谷站之間的路段與瀧谷川並行，隨後路段經過隧道後再次沿只見川旁行走。
- 柳津水壩（日语：柳津ダム）、柳津發電站
- 國道252號（日语：国道252号）
- 福島縣道226號會津鄉戶停車場線（日语：福島県道226号会津郷戸停車場線）

## 相鄰車站
東日本旅客鐵道（JR東日本）
■只見線
會津柳津－鄉戶－瀧谷

## 注腳
1. ↑  第120回福島県統計年鑑 （页面存档备份，存于）（日語）

## 外部連結
- 車站資訊（鄉戶）：東日本旅客鐵道（日語）